# ガテン
ガテンは、リクルートから出版されていた求人情報誌の名称。1991年9月創刊。土木・建築・ドライバー・調理師・メカニック等、いわゆるブルーカラーに特化した求人情報の提供を行っていた。
2009年に休刊となっている。発行部数は4万2000部。

## 概要
誌名は「合点がいく」と「がってん（OKの意）」を合わせて決定。こういったタイプの求人誌では競合誌が少なく、かつガテンが最もメジャーであった事や、表紙に採用されていた画像のインパクトの強さ、ガテンを利用する人々の個性の強さなどからガテンといえば肉体労働者を指す代名詞となった。
肉体労働の職種を指す俗語「ガテン系」は、この雑誌名が語源である。